# Hollow Knight

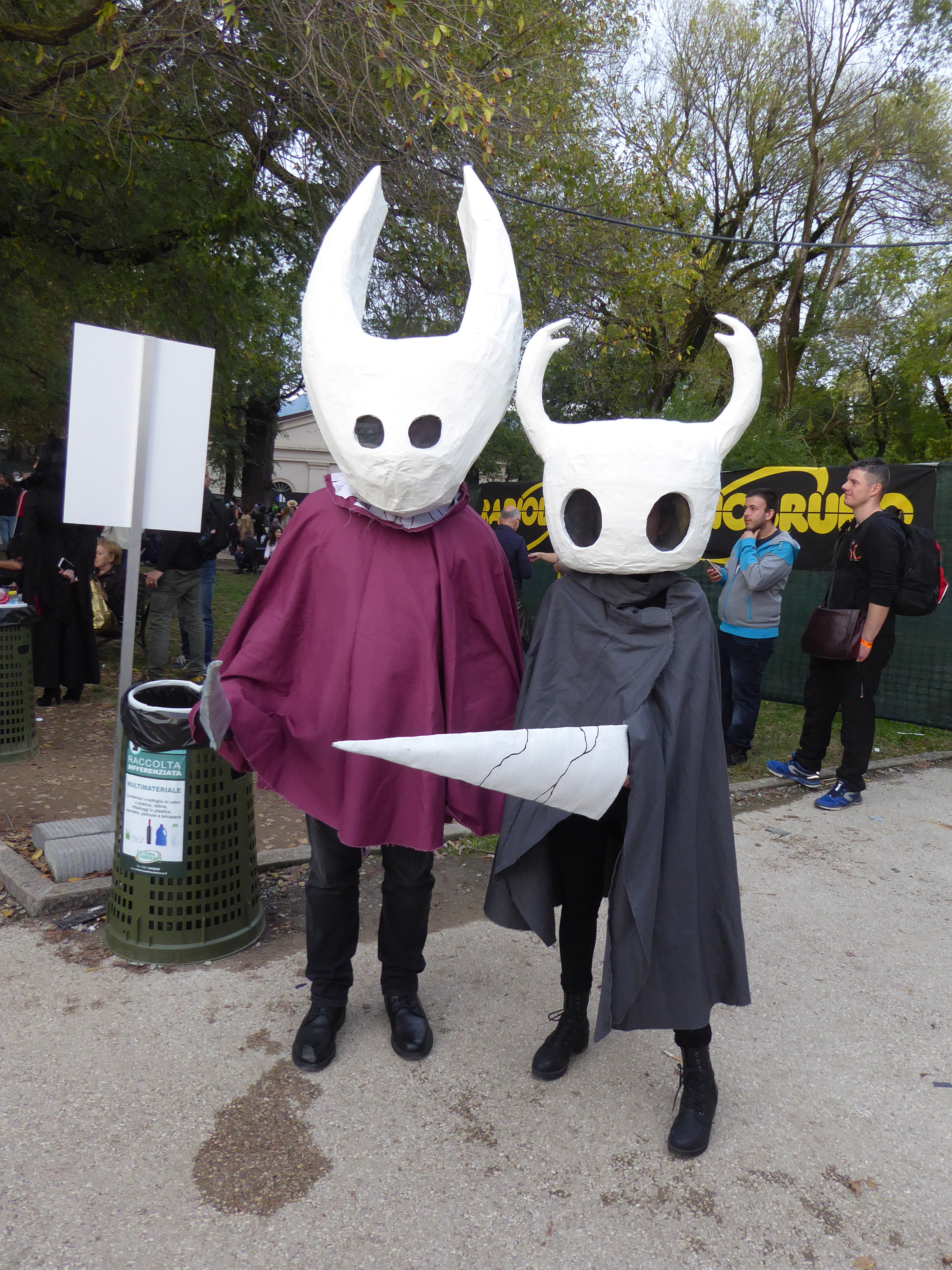
Konventdeltagare som cosplayar karaktärerna Hornet respektive the Knight på Lucca Comics & Games 2019.

Hollow Knight är ett sidscrollande metroidvaniaspel utvecklat och utgivet av det australiensiska spelföretaget Team Cherry. Spelet släpptes till Microsoft Windows 24 februari 2017 och senare till macOS och Linux april 2017. En utgåva till Nintendo Switch släpptes 12 juni 2018. Utvecklingen finansierades delvis genom en folkfinaniserad kampanj på Kickstarter som fick ihop över 57 000 dollar i slutet av 2014.
Spelet berättar historien om the Knight, på sitt uppdrag att upptäcka hemligheterna i det övergivna insektsriket Hallownest. Dess djup drar till sig äventyrare och andra modiga individer med löfte om skatter och svar på uråldriga mysterier.

## Priser och utmärkelser
Hollow Knight har erhållit ett flertal nomineringar och priser. I slutet av 2019 inkluderade Polygon spelet på plats 55 i sin lista över 2010-talets 100 bästa spel.
| År   | Pris                                                  | Kategori                              | Resultat  | Ref           |
| ---- | ----------------------------------------------------- | ------------------------------------- | --------- | ------------- |
| 2017 | SXSW Gamer's Voice Awards 2017                        | Gamer's Voice (Single Player)         | Nominerad | [ 3 ]         |
| 2017 | The Game Awards 2017                                  | Best Debut Indie Game                 | Nominerad | [ 4 ]         |
| 2017 | Australian Screen Sound Guild 2017                    | Best Sound For Interactive Media      | Vann      | [ 5 ]         |
| 2017 | Destructoid's Game of the Year Awards 2017            | Best PC Game                          | Nominerad | [ 6 ]         |
| 2017 | IGN's Best of 2017 Awards 2017                        | Best Platformer                       | Nominerad | [ 7 ]         |
| 2017 | PC Gamer's 2017 Game of the Year Awards               | Best Platformer                       | Vann      | [ 6 ]         |
| 2018 | Game Developers Choice Awards                         | Best Debut (Team Cherry)              | Nominerad | [ 8 ] [ 9 ]   |
| 2018 | 14th British Academy Games Awards                     | Debut Game                            | Nominerad | [ 10 ] [ 11 ] |
| 2018 | Golden Joystick Awards                                | Nintendo Game of the Year             | Nominerad | [ 12 ] [ 13 ] |
| 2018 | Australian Games Awards                               | Independent Game of the Year          | Vann      | [ 14 ]        |
| 2018 | Australian Games Awards                               | Australian Developed Game of the Year | Vann      | [ 14 ]        |
| 2019 | National Academy of Video Game Trade Reviewers Awards | Art Direction, Fantasy                | Nominerad | [ 15 ] [ 16 ] |
| 2019 | National Academy of Video Game Trade Reviewers Awards | Character Design                      | Nominerad | [ 15 ] [ 16 ] |
| 2019 | National Academy of Video Game Trade Reviewers Awards | Design, New IP                        | Vann      | [ 15 ] [ 16 ] |
| 2019 | National Academy of Video Game Trade Reviewers Awards | Game, Original Action                 | Nominerad | [ 15 ] [ 16 ] |